# Efecto Allee

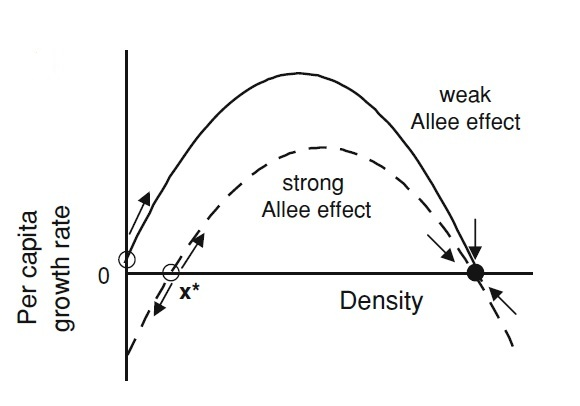
Gráfica del incremento per cápita en función del tamaño de la población para un efecto Allee fuerte y débil.

El efecto Allee, así llamado por W.C. Allee, se produce cuando, a partir de cierto umbral, el tamaño poblacional de una especie es tan reducido que la tasa de supervivencia y/o la tasa reproductiva desciende debido a que los individuos no se reproducen al no encontrarse con más individuos de la misma población. Aunque el efecto Allee se produce de manera individual, afecta a toda la población debido a que no hay reclutamiento de nuevos individuos. Este efecto está más estudiado en animales, sin embargo, se ha visto que en plantas afecta a la red de interacciones planta-polinizador, reduciendo el número de semillas producidas. Desde un punto de vista genético se considera como un proceso en el que primero se produce un descenso del tamaño poblacional que cambia la estructura genética de ésta, y posteriormente tiene lugar una disminución de la eficacia biológica de los organismos.

## Ejemplos
Algunos casos de especies que han sufrido efecto Allee en alguna de sus poblaciones son:
- Ginseng americano (Panax quinquefolius): forma parte del Anexo II del convenio CITES debido a la reducción del tamaño poblacional que ha sufrido[2]
- Zorro isleño (Urocyon littoralis): ha sufrido extinciones en parte de sus poblaciones y en otras, una reducción >90% en el tamaño poblacional.[1]
- Bacalao del atlántico (Gadus morhua): su mortalidad aumenta cuando se dan bajos tamaños poblacionales, dando lugar a un efecto Allee. Debido a este efecto las poblaciones, que descendieron dramáticamente en los años 90 por sobrepesca, ven ralentizada o incluso impedida su recuperación a pesar de la ausencia de presión pesquera.[4]